# 莎草蕨
莎草蕨（学名：Schizaea digitata）为莎草蕨科莎草蕨属下的一个种。